# Clark Street
Clark Street – stacja metra nowojorskiego, na linii 2 i 3. Znajduje się w jednej z dzielnic Brooklynu – Brooklyn Heights, w Nowym Jorku i zlokalizowana jest pomiędzy stacjami Wall Street i Borough Hall. Została otwarta 15 sierpnia 1919.